# Divide Amorem Inter Nos
Divide Amorem Inter Nos (pol. Dzielmy miłość między nas) – trzeci album studyjny polskiej piosenkarki Danuty Stankiewicz wydany 30 listopada 1991 roku nakładem wytwórni Veriton.

## Lista utworów
Strona a:
1. Pan kiedyś stanął (Cesareo Azurmendi Gabarain - Stanisław Szmidt)
2. Nasz czas jest smutkiem (Janusz Sent - Anna Fechtner)
3. Brzemię nadziei (Robert Obcowski - Ewa Żylińska)
4. Psalm dziękczynny (Janusz Sent - Jerzy Andrzej Masłowski)
5. Dzieci świata (Robert Obcowski - Krzysztof Tadeusz Zawadzki)

Strona b:
1. Madonno czarna (Alicja Gołaszewska - Alicja Gołaszewska)
2. Ludzi nie mijaj (Robert Obcowski - Ewa Żylińska)
3. Miastu i światu (Janusz Sent - Jerzy Andrzej Masłowski)
4. Nadejdzie świt (Robert Obcowski - Jerzy Andrzej Masłowski)
5. Divide amorem (Janusz Sent - Anna Fechtner)

## Charakterystyka albumu
Album Divide Amorem Inter Nos Danuty Stankiewicz poświęcony jest w całości muzyce chrześcijańskiej w popowych aranżacjach autorstwa Roberta Obcowskiego. Otwierająca go piosenka (Pan kiedyś stanął) jest jedyną kompozycją zagranicznego autora na płycie, cała reszta utworów to premierowe piosenki polskich autorów z repertuaru Danuty Stankiewicz. Utwory zawarte na płycie zostały zarejestrowane w listopadzie 1990 roku w Studio Winicjusza Chrósta w Sulejówku. Wydania płyty nie promowano żadnymi singlami. W sierpniu 1991 premierę miał program telewizyjny w reżyserii Barbary Sałackiej pt. Divide Amorem poświęcony w całości promocji płyty. Album oryginalnie ukazał się w formie płyty gramofonowej (Veriton SXV 1019), oraz kasety magnetofonowej (Veriton VK 019), natomiast w 1999 ukazała się jego reedycja wydana na kasecie magnetofonowej przez Polskie Nagrania pod tytułem Czarna Madonna. Również w 1999 ukazała się płyta Biała gwiazdka, na której umieszczono w całości nagrania z albumu Divide Amorem Inter Nos, oraz Biała gwiazdka. 30 listopada 2020 album miał swoją premierę w serwisach streamingowych.

## Muzycy
- Danuta Stankiewicz – śpiew
- Robert Obcowski – instrumenty klawiszowe
- Winicjusz Chróst – gitara
- Wojciech Kowalewski – perkusja

## Realizatorzy
- Zdjęcie na okładce (front) – Ryszard Rzepecki, Marek Czudowski (tył)
- Projekt okładki – Maria Ihnatowicz
- Reżyser dźwięku – Tadeusz Mieczkowski